# Santa Ana (Espanha)
Santa Ana é um município da Espanha na província
de Cáceres,
comunidade autónoma da Estremadura, de área 35 km². Em 2021 tinha 273 habitantes (densidade: 7,8 hab./km²).

## Demografia
| Variação demográfica do município entre 1991 e 2004 | Variação demográfica do município entre 1991 e 2004 | Variação demográfica do município entre 1991 e 2004 | Variação demográfica do município entre 1991 e 2004 |
| --------------------------------------------------- | --------------------------------------------------- | --------------------------------------------------- | --------------------------------------------------- |
| 1991                                                | 1996                                                | 2001                                                | 2004                                                |
| 372                                                 | 406                                                 | 345                                                 | 335                                                 |

## Localidades
- Villarejo

1. ↑  «Cifras oficiales de población resultantes de la revisión del Padrón municipal a 1 de enero» (ZIP). www.ine.es (em espanhol). Instituto Nacional de Estatística de Espanha. Consultado em 19 de abril de 2022